# Силд, Тимо
Ти́мо Силд (эст. Timo Sild; 26 февраля 1988) — эстонский ориентировщик, призёр чемпионата мира по спортивному ориентированию среди юниоров.
Тимо Силд стал чемпионом мира в эстафете по спортивному ориентированию среди юниоров в 2006 году.
Эстонская юниорская команда (Михкель Ярвеойя, Тимо Силд и Маркус Пуусепп), опередив команды Швеции и Норвегии, впервые поднялась на высшую ступеньку пьедестала.
На юниорском чемпионате мира 2008 году, который проходил в шведском Гётеборге Тимо Силд завоевал серебряную медаль на длинной дистанции, уступив победителю, шведу Юхану Рунесону, 12 секунд.
Стал победителем O-Ringen в 2008 году в классе H-20 Е (сильнейшие юниоры не старше 20 лет).
Изучает историю и археологию в университете Тарту.
Тимо Силд — старший сын призёра чемпионата мира 1991 года Сикстен Силда, чья бронзовая медаль на индивидуальной дистанции стала первой мужской медалью СССР на чемпионатах мира по ориентированию.